# 413
413 (CDXIII, na numeração romana) foi um ano comum do século VIII do  Calendário Juliano, da Era de Cristo, e a sua letra dominical foi E, totalizando 52 semanas, com início a uma quarta-feira e terminou também a uma quarta-feira.
| Ano completo                        |
| ----------------------------------- |
| Ano comum com início à quarta-feira |

## Fatos
O Império Romano do Ocidente cede aos burgúndios da germânia parte da província da Gália.

## Mídia
413 é um numero recorrente na Webcomic Homestuck